# Cavendishia foreroi
Cavendishia foreroi är en ljungväxtart som beskrevs av J.L. Luteyn. Cavendishia foreroi ingår i släktet Cavendishia och familjen ljungväxter. Inga underarter finns listade i Catalogue of Life.